# Stilapex montrouzieri
Stilapex montrouzieri is een slakkensoort uit de familie van de Eulimidae. De wetenschappelijke naam van de soort is voor het eerst geldig gepubliceerd in 1869 door Souverbie.